# Larmor-Baden
Larmor-Baden (en bretó An Arvor-Baden) és un municipi francès, situat a la regió de Bretanya, al departament d'Ar Mor-Bihan. L'any 2006 tenia 947 habitants.

## Demografia
| 1962                                       | 1968 | 1975 | 1982 | 1990 | 1999 |
| ------------------------------------------ | ---- | ---- | ---- | ---- | ---- |
| 717                                        | 739  | 751  | 811  | 816  | 954  |
| Des de 1962: població sense dobles comptes |      |      |      |      |      |

## Administració
| Període   | Identitat           | Partit |
| --------- | ------------------- | ------ |
| 1998-1999 | Jean-Marc Guillaume |        |
| 1999-2001 | Christian Patte     |        |
| 2001-2008 | Bernard Le Boru     |        |
| 2008-     | Denis Bertholom     |        |